# Žuto drvo (Fabaceae)
Žuto drvo (lat. Cladrastis), biljni rod iz porodice mahunarki kojemu pripada 7 vrsta drveća i to jedna u Sjevernoj Americi, i ostale u Kini i Japanu
Drvo se koristi u gradnji i izvor je žute boje. Sjevernoamerička vrsta C. kentuckea (Dum.Cours.) Rudd (američko žuto drvo) uzgaja se kao ukras i za uređenje krajolika.

## Vrste
1. Cladrastis chingii Duley & Vincent
2. Cladrastis delavayi (Franch.) Prain
3. Cladrastis kentukea (Dum.Cours.) Rudd
4. Cladrastis platycarpa (Maxim.) Makino
5. Cladrastis scandens C.Y.Ma
6. Cladrastis sikokiana (Makino) Makino
7. Cladrastis wilsonii Takeda